# Ferreras de Arriba
Ferreras de Arriba – gmina w Hiszpanii, w prowincji Zamora, w Kastylii i León, o powierzchni 47,99 km². W 2011 roku gmina liczyła 447 mieszkańców.